# سارگیس استپانیان
سارگیس استپانیان (ارمنی: Սարգիս Ստեփանյան; انگلیسی: Sargis Stepanyan) یک فرد نظامی سابق و ورزشکار کنونی اهل ارمنستان است. وی از افسران نیروهای مسلح ارمنستان بود که در تاریخ ۲۹ ژوئیه ۲۰۱۴ در جریان جنگ قره‌باغ دو پا و دست راست خویش را از دست داد. استپانیان در مسابقات قهرمانی مچ‌اندازی جهان که تاریخ ۱۸–۲۱ نوامبر در اوزان ۷۵ کیلوگرم و ۸۰ کیلوگرم برنده دو مدال طلا شده‌است. نشان Haykian توسط رئیس‌جمهور ارمنستان سرژ سارگسیان به وی اعطا شده‌است.